# Chirp Spread Spectrum

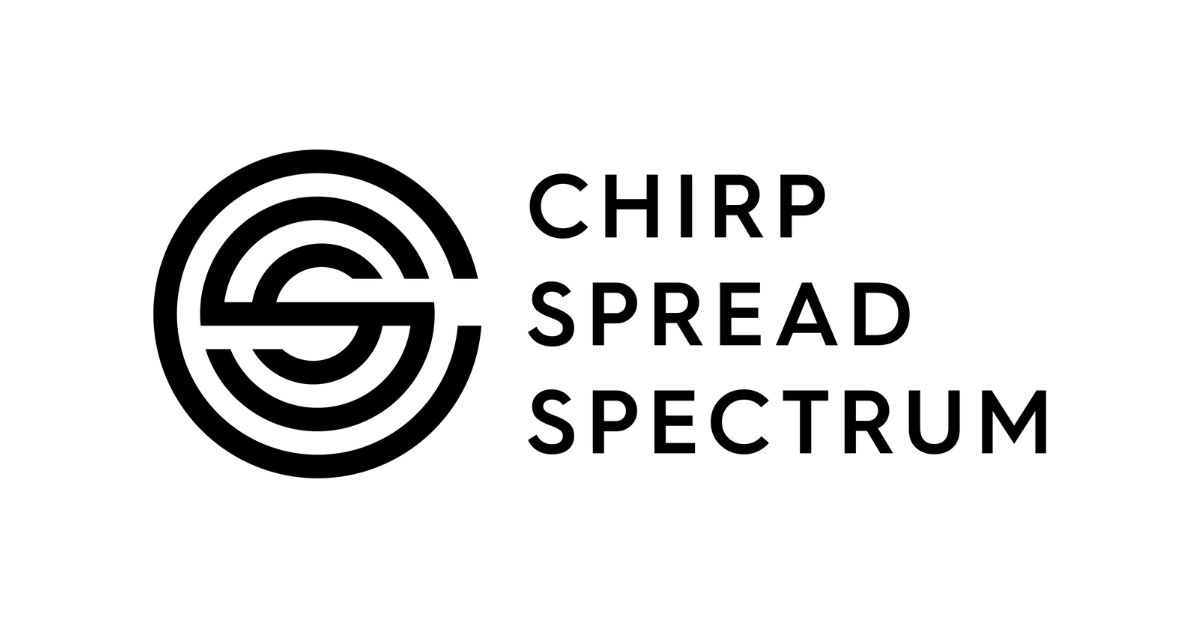
Chirp Spread Spectrum symbol

Der Begriff Chirp Spread Spectrum (CSS) bzw. Zirpenfrequenzspreizung bezeichnet eine Modulationstechnik, welche zur Frequenzspreizung (englisch Spread Spectrum) Chirp-Impulse (= Zirpen) verwendet. Dieses Modulationsverfahren wird zur drahtlosen Datenübertragung auf meist kurzen Distanzen wie den Wireless Personal Area Network eingesetzt und ist in diesem Anwendungsbereich in dem Standard IEEE 802.15.4a, einer Erweiterung von IEEE 802.15.4, genormt.

## Allgemeines

Chirp-Impuls mit linearem Frequenzanstieg

Ein Chirp-Impuls stellt einen sinusförmigen Signalverlauf dar, welcher über die Zeit in der Frequenz kontinuierlich ansteigt bzw. abfällt. Dieser Signalverlauf wird im Rahmen von CSS als ein elementarer Sendeimpuls verwendet, welcher ein Symbol darstellt. Die Datenübertragung erfolgt durch eine zeitliche Aneinanderreihung einer Folge auf- und absteigender Chirp-Impulse, welche in der Norm als „Sub-Chirp“ bezeichnet werden.
Analog zu anderen Frequenzspreizverfahren wie Direct Sequence Spread Spectrum (DSSS) nutzt auch CSS eine große Bandbreite, welche direkt durch den Chirp-Impuls bedingt ist. Im Gegensatz zu DSSS basiert das Verfahren nicht auf Pseudozufall. Als wesentliche Eigenschaft ist dieses Verfahren robust gegen Störungen infolge des Dopplereffektes, da nur die Frequenzänderung über die Zeit eines Chirp-Impulses von Bedeutung ist, und die absolute Frequenz in gewissen Grenzen keine Rolle spielt.

## Verfahren

### Modulation der Nutzdaten

Zwei verschiedene Sub-Chirp Sequenzen

Die im Rahmen von IEEE 802.15.4a mit CSS zu übertragenen Nutzdaten werden bei der Modulation zunächst mit einer differentiellen Quadraturphasenumtastung (DQPSK) in ein komplexes Signal umgesetzt, welches anschließend mit konstanter Amplitude die Phasenlage des Sub-Chirp-Impulses verändert, welcher in Folge ausgesendet wird. Das so gebildete Sendesignal wird im Rahmen der Norm auch als DQCSK für Differential Quadrature Chirp Shift Keying bezeichnet.

### Kanalauswahl
Zur Kanalauswahl existieren verschiedene, fix definierte Sub-Chirp-Sequenzen, wie in nebenstehender Abbildung am Beispiel von zwei Sub-Chirp-Sequenzen dargestellt. Dabei ist die Frequenz ω über die Zeit abgebildet, welche ständig variiert wird: Eine ansteigende Gerade bedeutet einen in der Frequenz ansteigenden Sub-Chirp bzw. eine fallende Gerade einen absteigenden Sub-Chirp. Die sprunghaften Übergänge zwischen zwei Chirp-Impulsen werden durch einen Gauß-Filter geglättet.
Der Empfänger, welcher auf einen bestimmten Kanal eingestellt ist, wertet durch Korrelation nur die ausgewählte Sub-Chirp-Sequenz für die weitere Datenverarbeitung aus. CSS stellt damit eine Art von Codemultiplexverfahren dar.